# Лейф Мольберг
Лейф Мольберг (швед. Leif Målberg, нар. 1 вересня 1945) — шведський футболіст, що грав на позиції захисника. По завершенні ігрової кар'єри — тренер.
Виступав за клуб «Ельфсборг», а також національну збірну Швеції.

## Клубна кар'єра
У дорослому футболі дебютував 1965 року виступами за команду «Ельфсборг», кольори якої і захищав протягом усієї своєї кар'єри гравця, що тривала цілих шістнадцять років. Загалом провів за клуб 337 матчів і став першим гравцем у історії клубу, якого вилучили в матчі Аллсвенскан (1970). У 2014 році Мелберг був включений до Зали слави "Ельфсборга".
По завершенні ігрової кар'єри залишився у клубі і у 1985–1986 та 1990 роках був головним тренером клубу.

## Виступи за збірну
Не провівши жодного матчу у складі національної збірної Швеції, Мольберг поїхав з командою на чемпіонат світу 1970 року у Мексиці, але і там наполе не вийшов. Дебютував же у головній команді країни Лейф лише за два роки — 6 серпня 1972 року в товариському матчі проти СРСР (4:4), замінивши по перерві Крістера Крістенссона.
Загалом протягом кар'єри у національній команді провів у її формі 4 матчі.